# Alfred Rosier
Alfred Hubert Joseph Rosier (Moustier, 29 oktober 1856 - 9 juni 1929) was een Belgisch senator en burgemeester.

## Levensloop
Rosier was gemeenteraadslid en burgemeester van Moustier (1921-25) en provincieraadslid voor Henegouwen (1890-1925).
In 1925 werd hij verkozen tot katholiek senator voor het arrondissement Doornik-Aat en vervulde dit mandaat tot aan zijn dood.